# Matheos van Edessa

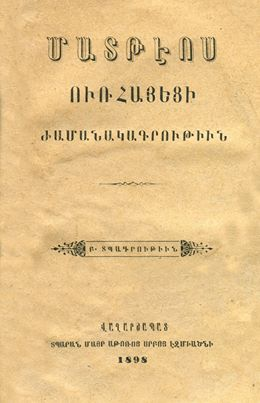
Kroniek van Matheos van Edessa

Matheos van Edessa (Edessa, ca. 1050 - aldaar, 1144) (Armeens: Մատթեոս Ուռհայեցի, Matteos Urhayetsi) was een Armeense historicus en monnik van de Armeens-Apostolische Kerk in de 12e eeuw in Edessa. Matheos was abt van Karmir Vanq (Rood Klooster), nabij de stad Kessoun ten oosten van Marash, de vroegere zetel van Boudewijn van Boulogne. Hij vertelt in zijn werken veel over het Bagratuni Koninkrijk Armenië, de eerste kruistochten en de gevechten tussen de Byzantijnen en de Arabieren over de macht in Syrië en Klein-Azië. Byzantijnse auteurs zoals John Zonaras en Anna Komnene waren ook bedreven in hun specifieke domeinen, maar onwetend betreffende Edessa en aangrenzende landerijen die worden behandeld door Matheos.

## Biografie
Hij was een man met een sterke overtuiging. Matheos werd geboren in Edessa ergens halverwege de tweede helft van de 11e eeuw en hij was lid van de Armeense Apostolische Kerk. Hij was een vastberaden tegenstander van de Griekse Kerk en de Latijnse Kerk. Hij was vooral bitter tegen de Frankische Kolonisten, die hebzuchtig en heerszuchtig waren en hij veroordeelt hen ook in zijn werken. Hij is waarschijnlijk gedood tijdens het Beleg van Edessa door Zenghi, de atabeg van Mosul in 1144.

## Kroniek
Matheos werk: Zhamanakagrutyun (Armeens: Ժամանակագրություն), of kroniek, die hij waarschijnlijk in 1113 begon met schrijven en vóór 1144, het is geschreven in een West-Armeens dialect en het is vrij chronologisch opgesteld. De literaire en historische kennis van Matheos was beperkt, maar de nauwkeurigheid van zijn werk is niet betwist. Hij blijft de enige primaire bron van bepaalde informatie over de politieke en kerkelijke gebeurtenissen van zijn tijd en ruimte. Enkele van zijn chronologische gegevens worden betwist door moderne geleerden. Matheos was ook een fervent Armeens patriot, geweeklaag over het martelaarschap van zijn volk en de verheerlijking van hun heldhaftige daden. Voor hem, geleerden en lezers zijn schuldenlast voor de registratie van de twee documenten die van belang - een brief van de Byzantijnse keizer Johannes I Tzimiskes, aan koning Ashot III Bagratuni en een discussie die in de kathedraal van de Hagia Sophia, Constantinopel, in aanwezigheid van de Keizer Constantijn X Doukas door Gagik II, de verbannen koning Bagratuni betreffende de doctrinaire verschillen tussen de Griekse en Armeense kerken.
Volgens sommige geleerden was Matheos intolerant tegenover zowel Grieken als de Latijnen, alsmede afwijzend tegenover Syriërs, te oordelen naar toespelingen gemaakt door Abul-Faraj op een later tijdstip.